# Equisetum naegelianum
Equisetum naegelianum är en fräkenväxtart som beskrevs av W. Koch och Werner Hugo Paul Rothmaler. Equisetum naegelianum ingår i släktet fräknar, och familjen fräkenväxter. Inga underarter finns listade i Catalogue of Life.